# Raza Odiada
Raza Odiada è un album del gruppo death/grindcore messicano Brujeria. Il disco è incentrato soprattutto su temi come il satanismo, l'anti-Cristianità, il comunismo, il sesso, l'immigrazione, il narcotraffico e la politica.
Raza Odiada (che in italiano significa "Razza Odiata") è una canzone critica nei confronti del senatore repubblicano Pete Wilson, e della sua opposizione all'immigrazione illegale (la cosiddetta Prop 187) nonché alle sue preferenze razziali (Prop 209). Questa canzone contiene anche la partecipazione dell'ex-cantante dei Dead Kennedys, Jello Biafra, che imita Pete Wilson. "La Migra" è una canzone sull'immigrazione e la corruzione. "Revolución" è una traccia a favore dell'Esercito Zapatista di Liberazione Nazionale e del comunismo in generale. "Consejos Narcos" parla dell'abuso di stupefacenti. "El Patron" invece è un omaggio a Pablo Escobar.
Due tracce apparvero anche sul 7" intitolato "El Patron" ("El Patron" e "Hermanos Menendez"). Una canzone apparve, invece, sul 7" "Machetazos!" ("Padre Nuestro"). Entrambi vennero distribuiti dalla Alternative Tentacles.
La copertina mostra una foto del Subcomandante Marcos, uno dei leader dell'attuale EZLN.

## Track list
1. "Raza Odiada (Pito Wilson)" - 3:30
2. "Colas De Rata."- 1:32
3. "Hechando Chingasos (Greñudo Locos II)" - 3:34
4. "La Migra (Cruzando la Frontera II)" - 1:42
5. "Revolución" - 3:18
6. "Consejos Narcos" - 2:38
7. "Almas de Venta" - 2:11
8. "La Ley del Plomo" - 2:45
9. "Los Tengo Colgando (Chingo de Mecos II)" - 1:48
10. "Sesos Humanos (Sacrificio IV)" - 1:14
11. "Primer Meco" - 1:15
12. "El Patron" - 3:42
13. "Hermanos Menendez" - 2:05
14. "Padre Nuestro" - 2:07
15. "Ritmos Satanicos" - 6:51

## Formazione
- Juan Brujo - voce
- Pinche Peach - seconda voce
- Asesino - chitarra
- El Hongo - chitarra
- Güero Sin Fe - basso
- Fantasma - basso, seconda voce
- El Greñudo - batteria
- Hozicon Jr. - voce (parlato nel brano Raza Odiada)